# 江流 (导演)
江流（1971年—），本名姜书勤，中国电影导演、编剧、制片人，中国作家协会会员。

## 简历
代表作品有《锁里》、《请把你的窗户打开》、《阿婆的槟榔》、《陵水谣》等电影，现任职于三亚赫迪文化发展有限公司。

## 执导作品
- 《锁里》（2015年）（主演：张继波、幺依田、孙德利、林眉儿）
- 《请把你的窗户打开》（2016年）（主演：杨心仪、胡玺龙、幺依田、段游、刘一辰）
- 《阿婆的槟榔》（2017年）（主演：艾丽娅、郭月、王尉、田爽、滕宇飞、杨心仪、谷亚健）
- 《陵水谣》（2019年，中俄合拍）（联合导演：安德烈·米什金）（主演：宋禹、克谢丽娅·阿里斯特托拉娃）（协助拍摄：俄罗斯非商业独立电影促进机构）（拍摄地点：海南分界洲岛旅游区）[2]
- 《旗帜》（待上映）
- 《海星星》（微电影）

## 编剧作品
- 《你是不是我的爱人》（2016年）